# ТЭРА1
ТЭРА1 — односекционный восьмиосный грузовой тепловоз с электрической передачей, построенный в 1998-м году Людиновским тепловозостроительным заводом совместно с американской компанией General Motors в количестве двух единиц. Тепловоз предназначен для грузоперевозок на железных дорогах государств СНГ и может поставляться на экспорт в другие страны.

## Конструкция

### Механическая часть
Тепловоз имеет кузов вагонного типа. Кузов приварен к раме и образует вместе с ней единую силовую конструкцию. Рама выполнена несущей и имеет жёсткую сварную конструкцию. От рамы вертикальная нагрузка передается через роликовые опоры качения и пружины второй ступени рессорного подвешивания на две четырёхосные тележки. Тележки выполнены на базе тележек тепловоза ТЭМ7, но тяговые двигатели установлены американские. Моторно-осевые подшипники смазываются специальной консистентной смазкой.

### Силовая установка
Силовая установка тепловоза включает в себя 16-цилиндровый двухтактный дизель с турбонаддувом 16-710G3B и соединённый с ним через упругий фланец тяговый агрегат AR11/CA6A. Тяговый агрегат состоит из синхронного тягового генератора AR11WBA, синхронного генератора собственных нужд CA6AS и выпрямительной установки. Пуск дизеля производится двумя электростартёрами.
Система очистки воздуха для дизеля двухступенчатая. Предварительно очищенный в инерционных фильтрах воздух проходит через сухие фильтры на входе в турбокомпрессор дизеля.
Выпускная система дизеля состоит из выхлопного коллектора, турбинной части турбокомпрессора и глушителя.
Топливная система включает в себя топливопрокачивающий агрегат с электроприводом, топливные фильтры, топливоподогреватель и трубопровод.
Система смазки содержит три масляных насоса, масляные фильтры, маслопрокачивающий насос с электроприводом, маслоохладитель и трубопроводы.
В состав системы охлаждения дизеля входят два центробежных насоса, водяной бак, радиаторы охлаждающего устройства, топливоподогреватель, маслоохладитель и трубопроводы.

### Система охлаждения электрических агрегатов

Тепловоз ТЭРА1 стоит в Ликино-Дулёво (2023)

Система включает в себя два инерционных фильтра очистки воздуха и фильтры второй ступени очистки воздуха для наддува электрошкафов. В отсеке чистого воздуха расположен сдвоенный центробежный вентилятор с приводом от вала вспомогательного генератора. Воздуховоды размещены в главной раме локомотива и на её боковой площадке. Один вентилятор подаёт воздух в воздуховод, расположенный на раме, откуда основная часть воздуха поступает в раму и по её каналам — к тяговым электродвигателям. Другой вентилятор подаёт воздух на охлаждение тягового агрегата.

### Электрооборудование
Передача тепловоза — переменно-постоянного тока. Типичный для европейских тепловозов переход при большой скорости на ослабленное возбуждение не применён для упрощения электросхемы, вместо него использовано переключение выпрямительных мостов. Главный генератор, как, например, и на тепловозе 2ТЭ116, имеет две обмотки, каждая из которых соединена по схеме «звезда» и питает свой выпрямительный мост. При малых скоростях мосты соединены параллельно и способны выдавать на тяговые двигатели ток более 8 кА, на больших скоростях происходит вентильный переход на последовательное соединение мостов, что вдвое повышает напряжение на двигателях.

### Охлаждающее устройство тепловоза

Кабина тепловоза ТЭРА1

Это устройство выполнено в виде отдельного блока и включает в себя два крышевых водо-воздушных радиатора, три двухскоростных вентилятора с электроприводом, трубопроводы и жалюзи.

### Тормозное оборудование
В его состав входят фрикционные колодочные тормоза трёх типов: пневматический автоматический прямодействующий (для торможения поезда), вспомогательный пневматический неавтоматический непрямодействующий (для торможения только локомотива) и ручной. Имеется также электродинамический тормоз.

### Эксплуатация
В 2023 году один неработающий тепловоз был на территории Ликино-Дулёвского лакокрасочного завода.
Ещё один тепловоз в недействующем состоянии находился на путях АО "ТольяттиАзот".